# Ana Maria Pacheco
Ana Maria Pacheco (sinh năm 1943) là một họa sĩ người Brazil làm việc tại Vương quốc Anh. Sau các bằng cấp trong cả lĩnh vực Điêu khắc và Âm nhạc ở Goiás và Rio de Janeiro, Ana Maria Pacheco đã dạy và giảng dạy trong nhiều năm tại các trường đại học ở Goiás trước khi chuyển đến London vào năm 1973 để theo học tại Trường Nghệ thuật Slade; từ năm 1985 đến năm 1989, cô là Giám đốc Mỹ thuật tại Trường Nghệ thuật Norwich.
Mặc dù Ana Maria Pacheco vừa là một họa sĩ và vừa là nhà in, Pacheco được biết đến nhiều nhất với các nhóm nghệ thuật điêu khắc nhiều màu được chạm khắc từ gỗ. Chúng thường được trưng bày trong các bảo tàng, bao gồm tác phẩm Man and Sheep (trưng bày tại Bảo tàng và Phòng triển lãm Nghệ thuật Birmingham) và Dark Night of the Soul (1999), tác phẩm được tạo ra trong thời gian cư trú của Ana Maria Pacheco tại National Gallery, London.
Pacheco (với một nhóm gồm hai người giúp đỡ) đã tạo ra một nhân vật lớn bằng chất liệu đá vôi màu vàng cho Lễ hội Vườn Quốc gia Stoke-on-Trent  vàonăm 1986.
Bảo tàng Nghệ thuật Muscarelle đã trưng bày "Nghiên cứu về Thánh Sebastian II" của Ana Maria Pacheco trong một cuộc triển lãm có tiêu đề "Phụ nữ có tầm nhìn" diễn ra từ ngày 10 tháng 2 năm 2018 và kết thúc vào ngày 13 tháng 5 năm 2018.